# Roland Coutanceau
Pour les articles homonymes, voir Coutenceau.
Roland Coutanceau est un psychiatre français.

## Biographie
Il soutient sa thèse de médecine en 1979 à l'université Paris 5-Cochin Port-Royal, puis obtient un CES de psychiatrie intitulé 	
« Délire et rêve. Sens et pathogénie. Essai clinique et théorique » en 1980 à Reims. Il est ensuite psychiatre des hôpitaux, psychanalyste[réf. souhaitée], expert en criminologie, spécialiste de victimologie. 
Il est depuis 2000 président de la Ligue française pour la santé mentale.
Il est vice-président de la Fédération nationale des associations et centres de prise en charge des auteurs de violences conjugales et familiales (FNACAV).
Roland Coutanceau est chargé d'enseignement en psychiatrie et psychologie légales à l'Université Paris V, à la faculté Kremlin-Bicêtre et à l’École de psychologues praticiens. Il a travaillé sur de nombreux cas de maltraitance familiale.
En 2013, il affirme que le pédophile est responsable de ses actes.
Il a été vice-président de la Fédération française des CRIAVS, entre 2016 et 2019.
En 2017, il fait partie des sept experts à avoir diagnostiqué l'assassin de Sarah Halimi.
En 2018, il affirme que le célibat n'est pas l'origine du passage à l'acte de prêtres pédophiles.
En 2021, il alerte sur les effets nocifs du cannabis.

## Publications
- Vivre après l'inceste : haïr ou pardonner ?, préface de Boris Cyrulnik, témoignage d'Ida Brein. Paris : Desclée de Brouwer, 2004, 319 p.  (ISBN 2-220-05404-7).
- Les Blessures de l'intimité, Paris : Odile Jacob, 2010, 362 p.  (ISBN 978-2738125118).
- Violences aux personnes. Comprendre pour prévenir, sous la direction de Roland Coutanceau et Joanna Smith. Paris : Dunod (Psychothérapies), 2014, 584 p.  (ISBN 978-2100712526).
- Violences psychologiques. Comprendre pour prévenir, avec Joanna Smith. Paris : Dunod (Psychothérapies), 2014, 304 p.  (ISBN 978-2100712380).
- Souffrances familiales et résilience : filiation, couple et parentalité, sous la direction de Roland Coutanceau et Rachid Bennegadi, préface de Boris Cyrulnik. Paris : Dunod (Psychothérapies : pathologies), 2015, 273 p.  (ISBN 978-2100722273).
- Victimes et auteurs de violence sexuelle, sous la direction de Roland Coutanceau, Carole Damiani et Mathieu Lacambre. Paris : Dunod (Psychothérapies), 2016, 384 p.  (ISBN 978-2100749379).